# حصار طليطلة (1085)
بعد سقوط مدينة طليطلة في عام 478 هـ/1085، ضجت الأندلس كلها بعد سقوطها. حيث كانت طليطلة الثغر الذي كان يستقبل فيه الخليفة الأموي عبد الرحمن الناصر لدين الله الجزية من بلاد النصارى، ومنه كان ينطلق هو ومن بعده من حكام الأندلس لفتح بلاد النصارى في الشمال.

## حال طليطلة قبل السقوط
كانت طليطلة تتعرض لهجمات كثيرة من ملوك قشتالة في عهد فرناندو الأول وابنه ألفونسو السادس، وكذلك غارات ملوك الطوائف المجاورة لها. وبعد موت المأمون بن ذي النون حاكم طليطلة، خلفه حفيده يحيى في عام (467 هـ/1075)، ولقب نفسه القادر بالله، وكان ضعيف الرأي، فاسد الأخلاق، وتحكمت فيه نساء القصر والبطانة الفاسدة، وسار وراء هوى المغنيات، حتى أوغرت صدره هذه البطانة السيئة على وزيره القوي أبو بكر ابن الحديدي، ثم قتله في ذي الحجة 468 هـ/1076. ثم كثُرت عليه الثورات من كل جانب. وكان المقتدر بن هود حاكم سرقسطة يهاجمة بغاراته من ناحية، وأبو بكر بن عبد العزيز حاكم بلنسية أعلن عليه الثورة والاستقلال عنه، والقشتاليين النصارى من ناحية أخرى يغيرون على حصون ومدن مملكته، وكادت مدينة قونكة تسقط في يد سانشو راميريث ملك أراجون، حتى افتداها بمبلغ ضخم من المال، ثم التجأ القادر بن ذي النون حاكم طليطلة إلى ألفونسو السادس ملك قشتالة، وطلب مساعدته، ووافق ألفونسو بشرط أن يتنازل له القادر بن ذي النون عن بعض الحصون القريبة من الحدود، وأخذ حصون سرية وفتورية وقنالش، إضافة إلى الأموال التي اشترطها عليه، حتى يعجز فيها القادر، إلا أن القادر وافق لحاجته إليه. وأثناء هذه الأحداث السيئة، كان المتآمرون داخل طليطلة يعدون لثورة على القادر، ونادت هذه الثورة بالإطاحة به، حيث هرب القادر إلى حصن وبذة، وأصبح أهل طليطلة بلا حاكم، فاستقدموا حاكم بطليوس المتوكل على الله بن الأفطس ليحكم بلادهم في عام 472 هـ/1079. ثم انتقل القادر بن ذي النون من وبذة إلى مدينة قونقة، وأرسل إلى ألفونسو السادس ملك قشتالة يطلب من المساعدة، واستجاب له ألفونسو، وسار معه في جيشه، وحاصروا طليطلة، واضطر المتوكل بن الأفطس إلى الهروب من طليطلة بعد أن أخذ من أموال وأملاك القادر في طليطلة، ثم نجحت قوات ألفونسو في بالدخول إلى طليطلة وإعادة القادر إليها بعد عشرة أشهر من خروجه منها، وكان ذلك في ذي الحجة من عام 473 هـ/1080.

## سقوط طليطلة في يد الفونسو
أعد الفونسو السادس العدة للقضاء على طليطلة، ووضع خطته التي تمهد لمشروعه بالسيطرة على مدن الأندلس كلها، وكان المعتمد بن عباد حاكم إشبيلية عندما رأى خطر وقوة ألفونسو، عقد معه مهادنة وصلح ليحمي أراضيه من ألفونسو، حيث بعث وزيره أبو بكر بن عمار ليتفاوض معه ألفونسو، وتمت المعاهدة والاتفاق وكان من ضمن المعاهدة أن لايعترض المعتمد بن عباد على استيلاء ألفونسو على طليطلة. ثم في شوال 474 هـ/1082 ضرب ألفونسو الحصار على الحصون والمدن التابعه لطليطلة، وظل في حصارها أربع سنوات، يدمر الزرع والأراضي والقرى، وعاش الناس في ضيق شديد، دون مساعدتهم من بقية ملوك الطوائف في الأندلس. إلاَّ أن المتوكل على الله بن الأفطس حاكم بطليوس حاول مساعدتها وأرسل ولده الفضل بجيش قوي لطرد ألفونسو عن طليطلة، لكنه لم يوفق، على الرغم مما أبداه من حماسة بالغة وما خاضة من معارك دامية. ثم في خريف عام 477 هـ/1084 اقترب ألفونسو من مدينة طليطلة ذاتها، وأحكم الحصار عليها، وضاق الناس به، وكان موقف يحيى القادر مريبًا وضعيفاً، وكأنَّ هناك اتفاق مسبق بينه وبين النصارى القشتاليون! وحاول أهل المدينة حتى يصبروا على الحصار حتى تاتيهم نجدة من المسلمين حولهم، ولكن لم يصلهم أي عون. ولما طال الحصار، أوفد أهل طليطلة بعض زعمائهم إلى ألفونسو يتحدثون معه عن الصلح والهدنة، إلا أن ألفونسو رفض بشدة، وعاد زعماء طليطلة خائبين، وأيقنوا بسوء المصير.
وكانت من ضمن شروط ألفونسو على أهل طليطلة للتسليم:
- حتى يُؤَمَّن أهل المدينة على أنفسهم وأموالهم، يُغادرها مَن يشاء حاملاً أمواله، وأن يُسمح لمن عاد منهم باسترداد أموله.
- أن يُؤدوا الجزية إلى ملك قشتالة على ما كانوا يُؤدونه لملوكهم من المكوس والضرائب.
- يحتفظ المسلمون للأبد بمسجدهم الجامع، وأن يتمتَعوا بالحرية التامة في إقامة شعائرهم وشريعتهم.
- تسليم سائر القلاع والحصون.
- أما بالنسبة لحاكم طليطلة يحيى القادر بن ذي النون، يساعده ملك قشتالة على الاستيلاء على مدينة بلنسية، وتخضع له القواعد الشرقية كلها.[2]

وخرج يحيى القادر من طليطلة ذليلاً هو وأهله، حيث قال المؤرخ ابن بسام في وصف حال يحيى القادر، حيث يقول: «وخرج ابن ذي النون خائبًا مما تمنَّاه، شرقًا بعقبى ما جناهُ، والأرض تَضِجُّ من مُقامه، وتستأذنُ في انتقامه، والسماء تودُّ لولم تُطْلِعْ نَجْمًا إلاَّ كدَرَتْهُ عليه حَتْفًا مبيدًا، ولم تُنْشِئ عارضًا إلا مَطَرَتْهُ عذابًا فيه شديدًا، واستقرَّ بمحَلَّة أذفنوش (ألفونسو) مخفورَ الذِّمَّة، مُذَالَ الحرمة، ليس دونه باب، ولا دونَ حُرمِه سِترٌ ولا حجاب، حدَّثَنِي مَنْ رآه يومئذ بتلك الحال وبيده أصطرلابٌ؛ يرصدُ فيه أيّ وقت يَرْحَل، وعلى أي شيء يعوِّل، وأيّ سبيلٍ يتمثَّل، وقد أطافَ به النصارى والمسلمون، أولئكَ يضحكونَ من فِعله، وهؤلاء يتعجَّبونَ من جهله».
وبسقوط مدينة طليطلة اهتزَّ العالم الإسلامي في المشرق والمغرب، وصوره الشاعر عبد الله بن فرج اليحصبي المعروف بابن العسال. بقوله: